# Liste du patrimoine immobilier classé d'Écaussinnes
Cette page regroupe l'ensemble du patrimoine immobilier classé de la ville belge d'Écaussinnes.
| Objet | Année de construction / Architecte | Adresse     | Section communale     | Coordonnées                      | Numéro d’inventaire | Illustration                                                                  |
| --- | ---------------------------------- | ----------- | --------------------- | -------------------------------- | ------------------- | ----------------------------------------------------------------------------- |
| Les façades et les toitures du château de la Follie et de ses dépendances, l'entièreté de la chapelle, la cuisine avec le puits, le vieil escalier en pierre du XVIe siècle, le plafond de la bibliothèque et les murs d'enceinte, à Ecaussinnes d'Enghien M) ainsi que l'ensemble formé par ce château, ses dépendances et le parc (S) |                                    |             | Ecaussinnes d'Enghien | 50° 34′ 26″ nord, 4° 10′ 49″ est | 55050-CLT-0002-01   | château de la Follie                                                          |
| L'église Sainte-Aldegonde (à l'exclusion de la tour et des basses-nefs du XVIIIe siècle) |                                    |             |                       | 50° 34′ 15″ nord, 4° 10′ 52″ est | 55050-CLT-0003-01   | Image manquanteTéléverser                                                     |
| Est étendu à la totalité de l'église Sainte-Aldegonde; les façades et toitures de la cure sont également classées comme monument (M) ainsi que l'ensemble formé par l'église, la cure et les abords (S) |                                    |             |                       | 50° 34′ 14″ nord, 4° 10′ 51″ est | 55050-CLT-0004-01   | Image manquanteTéléverser                                                     |
| Ensemble de bâtiments constituant le château-fort de et à Ecaussinnes-Lalaing |                                    |             | Ecaussinnes Lalaing   | 50° 34′ 06″ nord, 4° 10′ 36″ est | 55050-CLT-0005-01   | Ensemble de bâtiments constituant le château-fort de et à Ecaussinnes-Lalaing |
| Le jardin-potager du château d'Ecausinnes-Lalaing (M) ainsi que l'ensemble formé par le château, le jardin-potager, la ferme fortifiée adjacente et les abords (S) |                                    |             | Ecaussinnes Lalaing   | 50° 34′ 01″ nord, 4° 10′ 35″ est | 55050-CLT-0006-01   | Image manquanteTéléverser                                                     |
| Ensemble formé par la chapelle Notre-Dame de Liesse, à Scoufleny et les terrains environnants |                                    | Ecaussinnes |                       | 50° 33′ 52″ nord, 4° 11′ 29″ est | 55050-CLT-0007-01   | Image manquanteTéléverser                                                     |
| Chapelle Notre-Dame de Liesse, à Scouflény |                                    | Ecaussinnes |                       | 50° 33′ 52″ nord, 4° 11′ 30″ est | 55050-CLT-0008-01   | Image manquanteTéléverser                                                     |
| Moulin hydraulique de Combreuil, sa roue et ses supports à Ecaussines (M) ainsi que l'ensemble formé par ce moulin et ses abords (S) |                                    |             |                       | 50° 35′ 35″ nord, 4° 12′ 00″ est | 55050-CLT-0009-01   | Image manquanteTéléverser                                                     |
| Ensemble formé par le moulin hydraulique de Combreuil et ses abords classé comme site par arrêté de l'Exécutif du 27 avril 1990 est étendu à la totalité des parcelles cadastrées sur Ecaussinnes, 1re division, Ecaussinnes d'Enghien, Section C n°s 244 d et 249 d                                                                    |                                    |             |                       | 50° 35′ 36″ nord, 4° 12′ 05″ est | 55050-CLT-0010-01   | Image manquanteTéléverser                                                     |
| Les vitraux et le décor peint de la voûte de la chapelle du Château de la Follie à Ecaussinnes d'Enghien |                                    |             | Ecaussinnes d'Enghien | 50° 34′ 26″ nord, 4° 10′ 49″ est | 55050-PEX-0001-01   | Image manquanteTéléverser                                                     |
| L'ensemble de bâtiments constituant le château-fort d'Ecaussinnes-Lalaing |                                    |             | Ecaussinnes Lalaing   | 50° 34′ 06″ nord, 4° 10′ 36″ est | 55050-PEX-0002-01   | L'ensemble de bâtiments constituant le château-fort d'Ecaussinnes-Lalaing     |
| Le jardin-potager du château d'Ecausinnes-Lalaing (M) ainsi que l'ensemble formé par le château, le jardin-potager, la ferme fortifiée adjacente et les abords (S) |                                    |             | Ecaussinnes Lalaing   | 50° 34′ 01″ nord, 4° 10′ 35″ est | 55050-PEX-0003-01   | Image manquanteTéléverser                                                     |